# Пшеничище
Пшеничище — село в Тутаевском районе Ярославской области России. 
В рамках организации местного самоуправления входит в Левобережное сельское поселение, в рамках административно-территориального устройства — является центром Родионовского сельского округа.

## География
Расположено на речке Вощиха (притоке Языковки), в 6 километрах к востоку (по прямой) от центра города Тутаева.

## История
Каменная Благовещенская церковь в селе построена в 1802 году старанием жителя сельца Родионцево майора Ивана Михайловича Бакаева совместно с прихожанами. Престолов в ней было четыре: в холодной — в честь Благовещения Пресвятой Богородицы с приделом в алтаре — во имя св. Тихона Амафунтского чуд., в теплой: в правой стороне — Усекновения Главы Иоанна Предтечи, а в левой стороне — во имя св. и чуд. Николая. 
В конце XIX — начале XX село входило в состав Богородской волости Романово-Борисоглебского уезда Ярославской губернии.
С 1929 года село входило в состав Родионовского сельсовета Тутаевского района, с 2005 года — в составе Левобережного сельского поселения.

## Население
| 1859 | 1914 | 2002 | 2007 | 2010 |
| ---- | ---- | ---- | ---- | ---- |
| 124  | ↗149 | ↗202 | ↗237 | ↘214 |

Согласно результатам переписи 2002 года, в национальной структуре населения русские составляли 94 % от всех жителей.